# Centre d'études religieuses
Le Centre d’études religieuses est un organisme de formation spirituelle, fondé en 1925. 

## Historique
Le centre a été fondé en 1925 par Jean Daujat (1906-1998), philosophe français néothomiste, disciple de Jacques Maritain. Il compte à l'origine six élèves, puis les effectifs augmentent, il y a 1 600 élèves vers 1968. Les cardinaux Suhard et Feltin encouragent son enseignement, qui s'étend à la doctrine sociale de l'Église.

## Enseignement dispensé
Le centre propose un cours de doctrine catholique et de formation spirituelle en trois ans, à raison de quinze séances de deux heures par an.
Une formation philosophique de base est donnée pendant la première année portant essentiellement sur l’existence de Dieu, ce que la raison humaine peut dire de Lui, la nature humaine, ses moyens de connaissance, la sensibilité, l'intelligence ainsi que la notion de liberté.
Pendant la deuxième année la formation porte sur la vie morale et la doctrine sociale de l’Église, notamment la vie familiale, l’éducation, le monde du travail, la société politique. La troisième année est consacrée plus spécifiquement à la théologie, la révélation, les mystères de la foi, la sainte Trinité, l’Incarnation rédemptrice, les sacrements, l’Église.

## Anciens élèves
Parmi les nombreux élèves du centre depuis 1925, on peut citer :
- Mgr Michel Aupetit, promotion 1980[2].
- Mgr Jean-Pierre Batut, promotion 1973[3].
- Mgr Patrick Le Gal, promotion 1972[3].

## Liens
Le centre est un organisme dépendant de l'association « Doctrine et Vie », du nom d'une des œuvres de Jean Daujat.
Il œuvre en liaison avec le Secrétariat général pour l’apostolat des laïcs de la Conférence des évêques de France.

## Pour approfondir